# Ioan Peteu
Ioan Peteu (n. 15 aprilie 1878, Turcheș-Săcele – d. 11 februarie 1941, Brașov) a fost un deputat în Marea Adunare Națională de la Alba Iulia, organismul legislativ reprezentativ al „tuturor românilor din Transilvania, Banat și Țara Ungurească”, cel care a adoptat hotărârea privind Unirea Transilvaniei cu România, la 1 decembrie 1918.:p. 141

## Biografie
S-a născut în Turcheș-Săcele, la data de 15 aprilie 1878. A făcut studii liceal-comerciale și a profesat ca fabricant de lumânări. A fost, de asemenea, membru al „Casinei Române” din Brașov. A asigurat întreținerea la școală a șapte elevi săraci de origine română. A decedat la 11 februarie 1941, în Brașov.:p. 141

## Activitatea politică

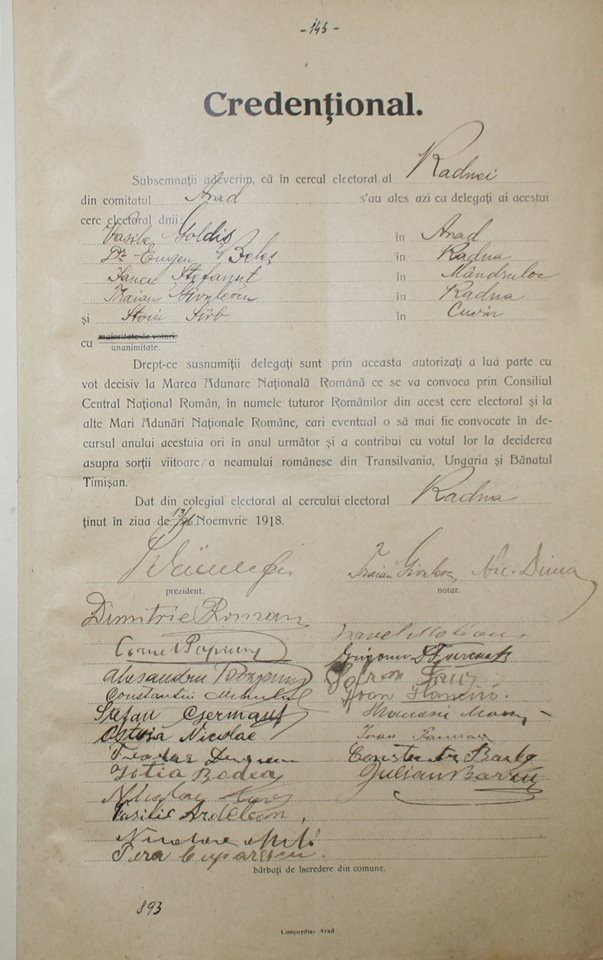
Credențional

A participat la Marea Adunare Națională de la Alba Iulia din 1 decembrie 1918 ca delegat al „Asociației pentru sprijinirea învățăceilor și sodalilor meseriași români” din Brașov.:p. 141